# Ніколаєв Лев Петрович
Лев Петрович Ніколаєв (28.01.1898, Таганрог;— 10.12.1954,Харків, радянський
антрополог і анатом, доктор медичних наук (1935), професор (1935). Закінчив природниче відділення Паризького університету (1916) і медичний факультет Харківського університету (1920). У 1924—1936 роках був завідувачем кафедри анатомії Харківського університету, а з 1929 був завідувачем відділу біомеханіки Українського НДІ ортопедії та травматології у Харкові. Спеціаліст у галузі біомеханіки та протезування. В 1923—1927 роках разом із учнями проводив масові антропологічні дослідження населення Лівобережної України, збірник 1-4, Хар., 1926—1929). Розробив наукову стандартизацію одягу та взуття. Винайшов декілька антропометричних приладів.

## Біографія
Лев Петрович Ніколаєв, народився 28 січня 1898 року в дворянській родині — таганрозького художника і відомого філософа-теолога Петра Петровича Ніколаєва, автора книги «Поняття про Бога як про досконалу основу свідомості» (Женева, 1907) [19].
Філософ Петро Ніколаєв, батько Лева, співпрацював із Левом Толстим, листувався з ним, активно підтримував ідеї та погляди толстовства, філософськи та теологічно обґрунтовував їх, потім (вже в 20-ті роки XX століття) допомагав членам толстовських сільськогосподарських комун. Одну з його книг Л. М. Толстой читав незадовго до своєї смерті, про що залишив запис у щоденнику.
Переслідуваний царським урядом за свої філософські і соціально-політичні переконання, Петро Ніколаєв в 1904 році був змушений залишити батьківщину і емігрувати з дружиною і шестирічним сином до Франції. Дитинство Лева минуло в Ніцці.
Петро Ніколаєв працював художником на керамічній фабриці в департаменті Приморські Альпи, писав і видавав філософські твори; його дружина служила хатньою робітницею.
У Ніцці Лев Ніколаєв із відзнакою закінчив ліцей, був удостоєний звання бакалавра, а в 1915 році в сімнадцятирічному віці закінчив природниче відділення Паризького університету, а потім ще два курси медичного факультету того ж університету.

## Повернення на Батьківщину

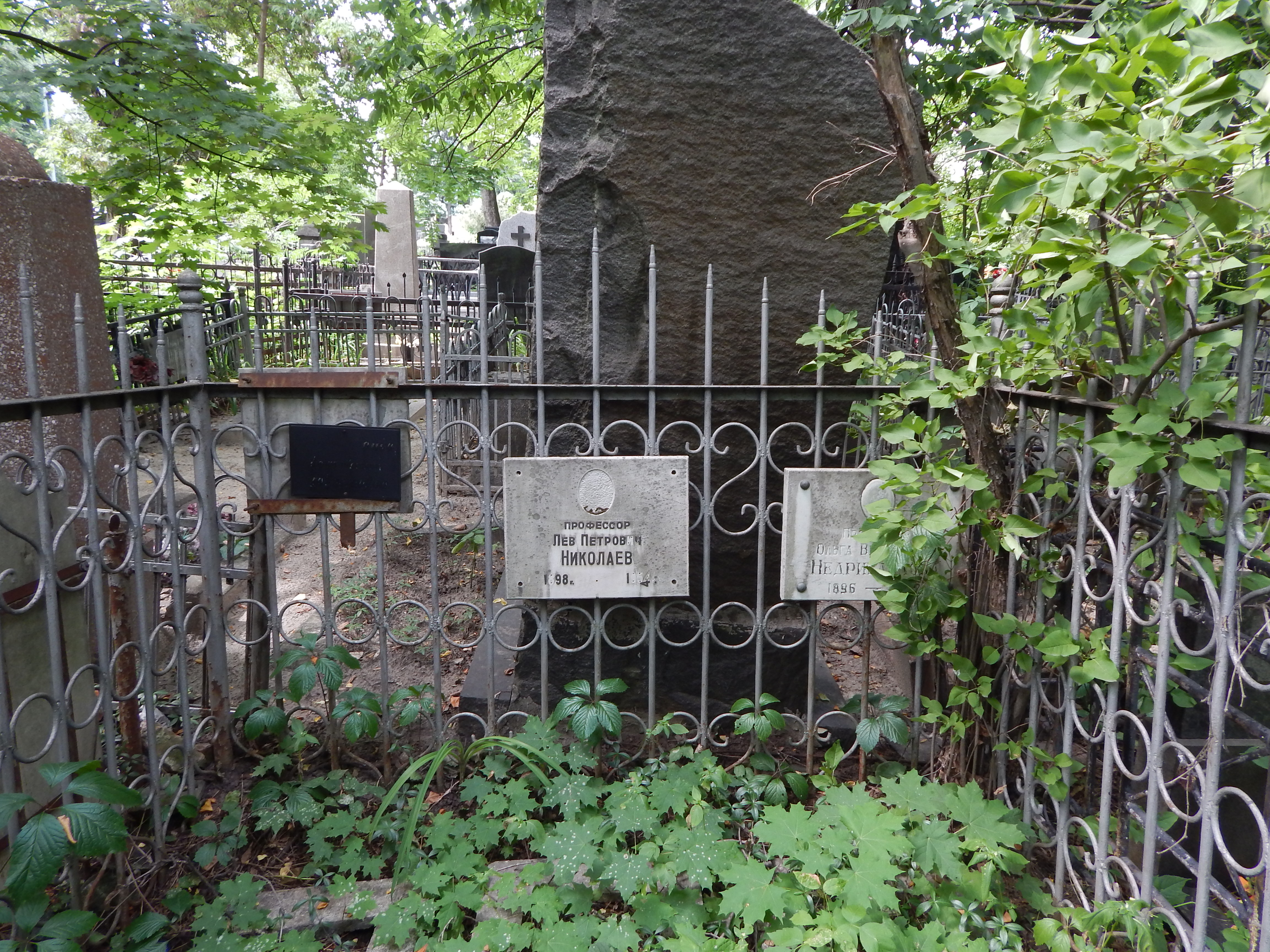
Могила на Другому міському кладовищі Харкова

Лютнева революція і довгоочікуване падіння монархії в Росії усунули перешкоди до повернення родини Ніколаєвих на батьківщину. У серпні 1917 року Лев Петрович Ніколаєв вирушив до України й оселився у Харкові, де жив його дядько П. Л. Успенський, родич письменника Гліба Успенського. У Харкові Лев Петрович вступив на третій курс медичного факультету Харківського університету, який у ті роки був перейменований у Вищу Школу України. Закінчив навчання в ній у 1920-му і в тому ж році розпочав трудову діяльність асистентом кафедри анатомії біологічного факультету Харківського університету і одночасно, під керівництвом видатного діяча науки України проф. М. І. Ситенка, — ординатором Харківського медико-механічного інституту (пізніше — Українського інституту ортопедії і травматології ім. М. І. Ситенка).

## Діяльність у довоєнний період
У 1924 році вчена рада Харківського університету обрала Лева Ніколаєва на посаду професора кафедри анатомії, де він і пропрацював до 1936 року. Володіючи досконало французькою і німецькою мовами, Лев Петрович широко публікував свої роботи не тільки в Україні, але й за кордоном, перш за все — в гаряче улюбленій Франції. Одне з прізвиськ, якими наділили його приятелі, було «француз». У день падіння Парижа в 1940 році Лев Ніколаєв сказав: «Історія Європи закінчилася».
У 1926 році він був обраний почесним членом Паризького товариства морфологів, а в 1927-му — дійсним членом Паризького товариства антропологів. Під час поїздок до Франції Лев Ніколаєв працював в антропологічних лабораторіях Парижа.
У 1923—1929 роках Лев Ніколаєв керував антропологічним кабінетом Українського психоневрологічного інституту. Завдяки працям професора Ніколаєва отримала розвиток промислова біомеханіка України.
У 1934 році професор М. І. Ситенко запропонував Леву Ніколаєву створити при Всеукраїнському інституті ортопедії і травматології перший в країні відділ вивчення біомеханіки як складової частини фізіології опорно-рухового апарату, «філософії ортопедичного мислення» (визначення М. І. Ситенка).
У відкритому відділі працювали ще Г. С. Козирєв, а також учениця, співробітниця і дружина Лева Ніколаєва, професор Ольга Вікторівна Ніколаєва-Недригайлова, донька відомого бактеріолога, професора Віктора Івановича Недригайлова, одного із засновників Пастерівського щеплювального інституту й бактеріологічної станції в Харкові (нині — Інститут мікробіології, вакцин і сироваток імені І. І. Мечникова, на вул. Пушкінській), прозаїка, драматурга, одного з учнів І.І. Мечникова та учня Л. Пастера.
У 30—50-ті роки в Інституті ортопедії і травматології ім. М. І. Ситенка Левом Ніколаєвим і Ольгою Ніколаєвою-Недригайловою були розроблені вчення про конкордантність і дискордантність паралічів м'язів і варіанти трисуглобової резекції стопи з переднім упором (операція Ніколаєва-Новаченко) і з заднім упором (операція О. В. Недригайлова), які потім протягом багатьох років, внаслідок масового поширення паралічів після перенесеного поліомієліту, практикувалися в хірургії.
У 1935 році рішенням кваліфікаційної комісії Наркомздоров'я України Левові Ніколаєву було присуджено вчений ступінь доктора медичних наук, і він був затверджений у званні професора кафедри антропології.

## Під час Другої світової війни
На початку Німецько-радянської війни через важку хворобу — астму — Лев Ніколаєв не зміг евакуюватися. Разом з дружиною і двома дітьми він лишився в окупованому німцями Харкові. Як тільки після вигнання фашистів був відновлений реабілітаційний центр — інститут ЦІЕТІН, — Ніколаєв із жовтня 1943 року відновив свою роботу на посаді завідувача відділу біомеханіки та вченого секретаря цього інституту.

## Діяльність у повоєнні роки
У післявоєнні роки Левом Петровичем було видано унікальну наукову працю: «Керівництво по біомеханіці в застосуванні до ортопедії, травматології та протезування». Після війни він багато хворів.

## Смерть
Л. П. Ніколаєв помер 10 грудня 1954 року після важкої операції. Останні години свого життя, перед фатальною операцією, він продовжував віддавати науці, залишивши кожному своєму учневі науковий заповіт. Відділ фізіології і патофізіології рухів в Інституті ортопедії і травматології ім. М. І. Ситенка після смерті Лева Ніколаєва очолила його дружина.

## Внесок у розвиток науки
Лев Ніколаєв опублікував більше ста наукових праць. Коло питань, яким були присвячені ці праці, обширне: нормальна і прикладна анатомія, промислова антропологія, питання стандартизації взуття, створення манекенів і лекал для швейної промисловості, дослідження розвитку дорослих і дітей різних національностей, біомеханіка опорно-рухового апарату, археологія, бальзамування трупів у давніх єгиптян і навіть описові ознаки героїв Ф. М. Достоєвського.
Праці професора Ніколаєва значною мірою сприяли загальному визнанню української науки далеко за межами України.